# 广宁竹海国家森林公园
广宁竹海国家森林公园位于广东省肇庆市广宁县，是全国唯一以青皮竹为主的森林公园和全省唯一的竹海森林公园，2003年被国家林业局批准为省级森林公园，并申报国家森林公园。2004年12月，国家森林风景资源评价委员会投票通过批准成为国家森林公园。